# Raffaele de Cesare
Raffaele de Cesare (Spinazzola, 11 novembre 1845 – Roma, 29 novembre 1918) è stato uno storico, giornalista e politico italiano.

## Biografia
Laureatosi a Napoli in scienze politiche (1865) e in giurisprudenza (1867), si dedicò al giornalismo interessandosi soprattutto ai problemi del Mezzogiorno affrontati da un punto di vista moderato.
Nel primo saggio Le classi operaie in Italia (1868) sostenne la necessità di migliorare le condizioni economiche generali dei lavoratori dell'Italia meridionale, propugnando l'industrializzazione del Mezzogiorno.
Si recò nel 1870 a Roma interessandosi ai problemi legati alla Questione romana e iniziando l'esame degli ultimi anni dello Stato Pontificio, argomento della sua importante opera storica Roma e lo Stato del Papa dal ritorno di Pio IX al 20 settembre 1870 (1907), il suo lavoro principale assieme all'altra opera in cui si mostra la fine del Regno delle Due Sicilie, La fine di un Regno (1894-1909). Le due opere, scritte con uno stile piacevole, col frequente ricorso ad aneddoti, ricche di documentazione, costituiscono uno strumento molto utile per lo studio dell'Italia preunitaria vista dal lato dei liberali che si contrapponevano alla monarchia borbonica.
Successivamente De Cesare divenne collaboratore del Corriere della Sera. Sulle colonne del quotidiano milanese condusse la rubrica  (che divenne in seguito famosa) Note Vaticane.
Fu deputato della Destra dal 1897 al 1904 occupandosi principalmente di agricoltura e dello sviluppo della Puglia; fu relatore alla Camera per la legge sull'acquedotto pugliese (1902). Avversario di Giovanni Giolitti, non fu rieletto nel 1904 alla Camera dei deputati. Il 26 gennaio 1910 fu nominato senatore su proposta di Sidney Sonnino, da poco divenuto presidente del consiglio.
Come storico, oltre alle due opere sulla fine degli stati preunitari nell'Italia Centro-Meridionale, occorre ricordare Mezzo secolo di storia italiana (1912) e Una famiglia di patriotti (1889).

## Opere
- Le classi operaie in Italia, Napoli: Tip. del Giornale di Napoli, 1868.
- Il Conclave di Leone XIII: con aggiunte e nuovi documenti e il futuro Conclave, Città di Castello: Lapi, 1888
- Una famiglia di patriotti: ricordi di due rivoluzioni in Calabria, Roma: Forzani, 1889
- Silvio Spaventa e i suoi tempi, Roma: Tip. della camera dei deputati, 1893
- Antonio Scialoja: memorie e documenti, Città di Castello: S. Lapi, 1893
- La fine di un Regno, Napoli: 1894; Città di Castello: S. Lapi, 1900; Città di Castello: Lapi, 1908-1909
- Agro romano e tavoliere di Puglia, Roma: Forzani e C. Tipografi del Senato, 1897
- I quattro statuti del 1848, Firenze: Ufficio della Rassegna nazionale, 1898
- Una pagina di storia del 1799, Trani: Ditta tip. ed. Vecchi, 1907
- Roma e lo Stato del Papa dal ritorno di Pio IX al 20 settembre, Roma: Forzani e C. tipografi-editori, 1907
- Mezzo secolo di storia italiana: 1861-1910, Città di Castello: S. Lapi, 1912.
- Riccardo Pierantoni e le sue novelle, recenti pubblicazioni sul risorgimento, un libro sulla regina Margherita, Roma: Nuova antologia, 1913
- Il conte Giuseppe Greppi e i suoi ricordi diplomatici, (1842-1888), Roma: Tipografia del Senato, 1919